# Бец
Бец (фр. Betz) насеље је и општина у североисточној Француској у региону Пикардија, у департману Оаза која припада префектури Санлис.
По подацима из 2011. године у општини је живело 1071 становника, а густина насељености је износила 69,59 становника/km². Општина се простире на површини од 15,39 km². Налази се на средњој надморској висини од 103 метара (максималној 140 m, а минималној 87 m).

## Демографија
| 1962. | 1968. | 1975. | 1982. | 1990. | 1999. | 2011. |
| ----- | ----- | ----- | ----- | ----- | ----- | ----- |
| 459   | 457   | 531   | 640   | 871   | 934   | 1.071 |